# Trimma hayashii
Trimma hayashii är en fiskart som beskrevs av Hagiwara och Richard Winterbottom 2007. Trimma hayashii ingår i släktet Trimma och familjen smörbultsfiskar. Inga underarter finns listade i Catalogue of Life.